# 遗产日 (南非)
遺產日是9月24日南非的國定假日。在這一天，各地南非人在國家的長遠歷史下慶祝他們的文化、信仰與傳統的多樣性。

## 1995年以前的遺產日
在夸祖魯-納塔爾省，遺產日被稱做恰卡節，以纪念祖魯國王恰卡。恰卡是個重要的人物，他把不同祖魯族人團結在一起，形成了一個有凝聚力的國家。每年，當地人民會聚集在恰卡國王的墳墓前悼念他。 
1995年，新的南非議會反對將9月24日訂為國定假日，因此，擁有大量祖魯族裔成員的因卡塔自由党（IFP）不能接受該結果。 
最後，議會和自由黨达成共識，將9月24日訂為遺產日並且為國定假日。
|                 | 當南非人在慶祝促成這個「彩虹國度」的各民族文化時，也就同時在慶祝所有南非人對建立起這個國家所做的貢獻。 |
| ——Lowry 21:1995 | |

## 遺產日的慶祝活動
南非人民藉由記下組成南非的各種文化遺產來慶祝遺產日，當天全國各地會舉辦各式各樣的活動慶祝。
2005年，一場媒體宣傳活動試圖將這個節日重新定義為國家燒烤日（National Braai Day），以彰顯南非在後院举辦簡易的烧烤傳統，braais。
2007年，前西开普省省長易卜拉欣拉在Gugulethu文物古蹟展的遺產日慶典上向民眾致詞。在豪特灣則有军队游行與娱乐性質的打鬥。同年5月，大主教德斯蒙德‧图图為庆祝他被任命为南非燒烤日的大使，穿着围裙、吃著波爾香腸，肯定遺產日是個统一分裂国家的力量。同年年底，國家燒烤日被更名為為遺產而烤（Braai4Heritage），並得到了南非國家遺產委員會（NHC）的認可。活動舉辦人Jan Scannell（被大眾稱作Jan Braai）聲稱，這天的目的不應是為了大量的燒烤，而是為了陪伴小孩，家人和朋友。有些人認為这是一个計謀，以讓人忘记其創立的历史和本意。